# Amazazagan I
Amazazagan I (auch: Amazan Zagan I, Amazaragan, Amaza Zaga, Amazazagan, Amazazagane I, Amazazzagane) ist ein Dorf in der Landgemeinde Tarka in Niger.

## Geographie
Das von einem traditionellen Ortsvorsteher (chef traditionnel) geleitete Dorf liegt rund 14 Kilometer südwestlich des Hauptorts Belbédji der Landgemeinde Tarka und des Departements Belbédji, das zur Region Zinder gehört. Zu weiteren Siedlungen in der Umgebung von Amazazagan I zählen Dan Barko im Osten, Sarkin Aréwa im Südosten, Guidan Ango im Südwesten, Injao im Westen und Maïréré im Nordwesten. Amazazagan II ist ein Weiler etwa einen Kilometer südöstlich von Amazazagan I.
Amazazagan I ist Teil der Übergangszone zwischen Sahara und Sahel. Die durchschnittliche jährliche Niederschlagsmenge beträgt hier zwischen 200 und 300 mm.

## Geschichte
Bei einem nach der Ernährungskrise von 2005 von der dänischen Sektion von CARE International von 2006 bis 2009 durchgeführten Projekt zur Vorbeugung und Bewältigung von Ernährungskrisen wurde in Amazazagan I wie in 50 weiteren Orten in Niger ein gemeinschaftliches Frühwarn- und Notfallsystem aufgebaut.

## Bevölkerung
Bei der Volkszählung 2012 hatte Amazazagan I 219 Einwohner, die in 31 Haushalten lebten. Bei der Volkszählung 2001 betrug die Einwohnerzahl 306 in 44 Haushalten und bei der Volkszählung 1988 belief sich die Einwohnerzahl auf 195 in 30 Haushalten.
In der Siedlung leben Angehörige der Ethnie der Tuareg. Es wird die Sprache Tamascheq gesprochen. Die Bevölkerungsdichte in diesem Gebiet ist mit 10 bis 20 Einwohnern je Quadratkilometer relativ gering.

## Wirtschaft und Infrastruktur
Die Bevölkerung bestreitet ihren Lebensunterhalt hauptsächlich durch Ackerbau. Die Siedlung liegt in einem Gebiet des Übergangs zwischen der Naturweidewirtschaft des Nordens und des Ackerbaus des Süden, was zu Landnutzungskonflikten führt. Mit einem Centre de Santé Intégré (CSI) ist ein Gesundheitszentrum im Dorf vorhanden. Es gibt eine Schule.